# Liste der Kulturdenkmäler in Hammersbach
Die folgende Liste enthält die in der Denkmaltopographie ausgewiesenen Kulturdenkmäler auf dem Gebiet  der Gemeinde Hammersbach, Main-Kinzig-Kreis, Hessen.
Hinweis: Die Reihenfolge der Denkmäler in dieser Liste orientiert sich zunächst an Ortsteilen und anschließend der Anschrift, alternativ ist sie auch nach der Bezeichnung, der vom Landesamt für Denkmalpflege vergebenen Nummer oder der Bauzeit sortierbar.
Kulturdenkmäler werden fortlaufend im Denkmalverzeichnis des Landes Hessen durch das Landesamt für Denkmalpflege Hessen auf Basis des Hessischen Denkmalschutzgesetzes (HDSchG) geführt. Die Schutzwürdigkeit eines Kulturdenkmals hängt nicht von der Eintragung in das Denkmalverzeichnis des Landes Hessen oder der Veröffentlichung in der Denkmaltopographie ab.

Das Vorhandensein oder Fehlen eines Objekts in dieser Liste ist keine rechtsverbindliche Auskunft darüber, ob es Kulturdenkmal ist oder nicht: Diese Liste entspricht möglicherweise nicht dem aktuellen Stand der offiziellen Denkmaltopographie. Diese ist für Hessen in den entsprechenden Bänden der Denkmaltopographie Bundesrepublik Deutschland und im Internet unter DenkXweb – Kulturdenkmäler in Hessen einsehbar. Auch diese Quellen sind, obwohl sie durch das Landesamt für Denkmalpflege Hessen aktualisiert werden, nicht immer aktuell, da es im Denkmalbestand immer wieder Änderungen gibt.
Eine verbindliche Auskunft erteilt allein das Landesamt für Denkmalpflege Hessen.
Nutze diese Kartenansicht, um Koordinaten in der Liste zu setzen. In dieser Kartenansicht sind Kulturdenkmale ohne Koordinaten mit einem roten bzw. orangen Marker dargestellt und können in der Karte gesetzt werden. Kulturdenkmale ohne Bild sind mit einem blauen bzw. roten Marker gekennzeichnet, Kulturdenkmale mit Bild mit einem grünen bzw. orangen Marker.

## Kulturdenkmäler nach Ortsteilen

### Langen-Bergheim
| Bild            | Bezeichnung                         | Lage | Beschreibung | Bauzeit   | Objekt-Nr. |
| --------------- | ----------------------------------- | --- | --- | --------- | ---------- |
| Limesstein      | Limesstein                          | Am Pfahlgraben LageFlur: 7, Flurstück: 86/5 | |           | 122409 DDB |
| Bild gesucht BW |                                     | Borngasse 4 LageFlur: 1, Flurstück: 74/1 | |           | 121523 DDB |
| Bild gesucht BW |                                     | Borngasse 5 LageFlur: 1, Flurstück: 72/2 | |           | 121524 DDB |
| Bild gesucht BW | Grenzsteine des Königreichs Preußen | LageFlur: 1, 7–10, 13–15, 22, 23, Flurstück: 1, 90/1, 93/4, 95/3, 1/4, 1/7, 3, 3/1, 35, 41, 45/2, 46/1, 2/2, 25, 27, 46/18, 50, 52/3, 53/1, 23, 24, 26, 10, 5, 7, 91/1, 4, 8, 1/10, 1/11, 1/5, 4/24 | |           | 122362 DDB |
| weitere Bilder  | Evangelische Kirche Langen-Bergheim | Glockengasse 2 LageFlur: 1, Flurstück: 177 | Saalbau mit dreiseitigem Schluss und Giebeldachreiter. Orgelprospekt mit Ysenburg-Birsteiner Wappen, Ende 18. Jahrhundert. | 1751-1752 | 121532 DDB |
| Bild gesucht BW | Ehemalige Schule                    | Hanauer Straße 3 LageFlur: 1, Flurstück: 369/1 | |           | 121526 DDB |
| Bild gesucht BW |                                     | Hanauer Straße 7 LageFlur: 1, Flurstück: 81 | |           | 121527 DDB |
| Bild gesucht BW | Alte Schule                         | Hanauer Straße 15 LageFlur: 1, Flurstück: 64/2 | |           | 121525 DDB |
| Herrenhof       | Herrenhof                           | Hanauer Straße 22 LageFlur: 1, Flurstück: 8/1 | |           | 121528 DDB |
| Bild gesucht BW |                                     | Hanauer Straße 27 LageFlur: 1, Flurstück: 216/1 | |           | 121952 DDB |
| Bild gesucht BW |                                     | Hintergasse 3 LageFlur: 1, Flurstück: 171/1 | |           | 121950 DDB |
| Bild gesucht BW |                                     | Langgasse 5 LageFlur: 1, Flurstück: 109/2 | |           | 121529 DDB |
| Bild gesucht BW |                                     | Langgasse 17 LageFlur: 1, Flurstück: 117/2 | |           | 121530 DDB |
| Bild gesucht BW |                                     | Langgasse 19 LageFlur: 1, Flurstück: 118 | |           | 121951 DDB |
| Bild gesucht BW |                                     | Langgasse 25 LageFlur: 1, Flurstück: 148/1 | |           | 121531 DDB |

### Marköbel
| Bild                 | Bezeichnung                                                                           | Lage | Beschreibung | Bauzeit   | Objekt-Nr. |
| -------------------- | ------------------------------------------------------------------------------------- | --- | --- | --------- | ---------- |
| Bild gesucht BW      |                                                                                       | Am Untertor 1 LageFlur: 18, Flurstück: 583/136 | |           | 121935 DDB |
| weitere Bilder       | Jüdischer Friedhof                                                                    | Auf der Großen Burg LageFlur: 12, Flurstück: 14, 15 | |           | 121300 DDB |
| Bild gesucht BW      | Ortsbefestigung mit Ober- und Untertor                                                | Auf der Köbel, Der Hain, Die Schafswiesen, Erbsenstraße, Erbsenstraße 3, Hain, Hauptstraße, Hauptstraße 2, 22, 24, 34, 41, Im Dorfe, Martin-Luther-Platz 2/3, Nordstraße 9–12, 15a, 16, 26, Rüdigheimer Straße 12, 16, 18 LageFlur: 15, 16, 18, 30, Flurstück: 124, 50, 51, 52/1, 161/2, 162, 356, 357/4, 373/2, 377/5, 387/3, 388/2, 393/1, 397/1, 457, 474/401, 476/403, 494/396, 523/369, 527/407, 539/152, 194, 208/2, 2/6, 3/17, 46/2, 49/1, 50/1, 53/1, 607/4, 609/20, 621/220, 110/1, 111–119, 121, 122/1, 123/1, 136/1, 147 | |           | 121280 DDB |
| Baiersröder Hof      | Baiersröder Hof                                                                       | Baiersröder Hof 1 LageFlur: 3, Flurstück: 71 | |           | 121934 DDB |
| Bild gesucht BW      | Klosterhofgrenzstein                                                                  | Eckfeld (Außerhalb der Ortslage) LageFlur: 2, Flurstück: 20 | |           | 121999 DDB |
| weitere Bilder       | Wehrmauer mit Flankenturm des Obertors                                                | Hauptstraße LageFlur: 16, Flurstück: 356 | |           | 122112 DDB |
| Bild gesucht BW      |                                                                                       | Hauptstraße 1 LageFlur: 18, Flurstück: 129 | |           | 121282 DDB |
| weitere Bilder       | Untertor                                                                              | Hauptstraße 2 LageFlur: 16, Flurstück: 460 | Torturm mit Steildach als Teil der ehemaligen Ortsbefestigung. | 1374      | 121280 DDB |
| Bild gesucht BW      |                                                                                       | Hauptstraße 3 LageFlur: 18, Flurstück: 551/128 | |           | 121283 DDB |
| Bild gesucht BW      |                                                                                       | Hauptstraße 5 LageFlur: 18, Flurstück: 126 | |           | 121284 DDB |
| Bild gesucht BW      |                                                                                       | Hauptstraße 6a LageFlur: 16, Flurstück: 510/442 | |           | 121285 DDB |
| Bild gesucht BW      |                                                                                       | Hauptstraße 6b LageFlur: 16, Flurstück: 509/441 | |           | 121936 DDB |
| Bild gesucht BW      |                                                                                       | Hauptstraße 19 LageFlur: 18, Flurstück: 84 | |           | 121937 DDB |
| Historisches Rathaus | Historisches Rathaus                                                                  | Hauptstraße 20 LageFlur: 16, Flurstück: 491/381 | In Marköbel wurde das heutige Historische Rathaus kurz nach Ende des Dreißigjährigen Krieges auf dem Platz des abgebrannten alten „Spilhus“, von Zimmermeister Joh. Georg Dietz aus Windecken, neu aufgebaut. Es war zugleich Gerichtssitz und auf dem großen Querbalken über dem Eingang mahnt der Spruch: Richter richte recht, Dan Gott ist Richter, und du bist Knecht! Wirst du richten mich, So wird Gott richten dich. | 1686-1687 | 121281 DDB |
| Bild gesucht BW      |                                                                                       | Hauptstraße 21 LageFlur: 18, Flurstück: 82/1 | |           | 121938 DDB |
| Bild gesucht BW      |                                                                                       | Hauptstraße 22 LageFlur: 16, Flurstück: 373/2 | |           | 121939 DDB |
| Bild gesucht BW      |                                                                                       | Hauptstraße 24 LageFlur: 16, Flurstück: 523/369 | |           | 121940 DDB |
| Bild gesucht BW      |                                                                                       | Hauptstraße 26 LageFlur: 16, Flurstück: 365/3 | |           | 121941 DDB |
| Bild gesucht BW      |                                                                                       | Hauptstraße 33 LageFlur: 18, Flurstück: 16 | |           | 121286 DDB |
| Bild gesucht BW      |                                                                                       | Hauptstraße 34 LageFlur: 16, Flurstück: 357/4 | Teil der Gesamtanlage Historischer Ortskern Marköbel |           | 910226     |
| Bild gesucht BW      |                                                                                       | Hauptstraße 36 LageFlur: 17, Flurstück: 15 | |           | 121948 DDB |
| Bild gesucht BW      |                                                                                       | Hauptstraße 41 LageFlur: 18, Flurstück: 2/6 | |           | 121287 DDB |
| Bild gesucht BW      | Schule Auf der Burg                                                                   | Hauptstraße 72 LageFlur: 17, Flurstück: 46/7 | |           | 121288 DDB |
| Bild gesucht BW      |                                                                                       | Hirzbach 7 LageFlur: 38, Flurstück: 40 | |           | 121289 DDB |
| weitere Bilder       | Marienkapelle                                                                         | Hirzbach 13 LageFlur: 38, Flurstück: 47/1 | Hirzbacher Kapelle, auch Marienkapelle genannt | 1254      | 121933 DDB |
| Bild gesucht BW      |                                                                                       | Hirzbach 15a LageFlur: 38, Flurstück: 48/1 | |           | 783989 DDB |
| Bild gesucht BW      |                                                                                       | Hüttengesäßer Straße 5 LageFlur: 19, Flurstück: 111/8 | |           | 121947 DDB |
| Bild gesucht BW      |                                                                                       | Kirchplatz 1 LageFlur: 18, Flurstück: 64/1 | |           | 121279 DDB |
| Bild gesucht BW      | Ev. Kirche. Sachgesamtheit ehem. reformierte Kirche mit Kirchfriedhof und Einfriedung | Kirchplatz 2/3 LageFlur: 18, Flurstück: 67/1, 69 | |           | 121278 DDB |
| Bild gesucht BW      | Kastanienhof                                                                          | Kirchstraße 1 LageFlur: 18, Flurstück: 548/106 | |           | 121942 DDB |
| Bild gesucht BW      |                                                                                       | Langenbergheimer Straße 2 LageFlur: 16, 19, Flurstück: 458/2, 155/2 | |           | 121290 DDB |
| Bild gesucht BW      |                                                                                       | Langenbergheimer Straße 4, Langenbergheimer Straße LageFlur: 16, 19, Flurstück: 461/1, 12/3 | |           | 121291 DDB |
| Bild gesucht BW      | Ehemalige Untermühle                                                                  | Langenbergheimer Straße 9 LageFlur: 19, Flurstück: 200/9 | |           | 121292 DDB |
| Bild gesucht BW      |                                                                                       | Langenbergheimer Straße 25 LageFlur: 19, Flurstück: 76/1 | |           | 121293 DDB |
| Bild gesucht BW      |                                                                                       | Martin-Luther-Platz 3 LageFlur: 16, Flurstück: 387/3 | |           | 121294 DDB |
| Bild gesucht BW      |                                                                                       | Nordstraße 4 LageFlur: 16, Flurstück: 384 | Teil der Gesamtanlage Historischer Ortskern Marköbel |           | 950247     |
| Bild gesucht BW      |                                                                                       | Nordstraße 16 LageFlur: 16, Flurstück: 476/403 | |           | 121943 DDB |
| Bild gesucht BW      |                                                                                       | Nordstraße 33 LageFlur: 16, Flurstück: 443 | |           | 121296 DDB |
| Bild gesucht BW      |                                                                                       | Nordstraße 34 LageFlur: 16, Flurstück: 450/1 | |           | 121944 DDB |
| Bild gesucht BW      | Obermühle                                                                             | Obermühle LageFlur: 13, Flurstück: 103/2, 128/1, 17/1, 17/2, 21/1 | |           | 121297 DDB |
| Bild gesucht BW      |                                                                                       | Ringstraße 6 LageFlur: 18, Flurstück: 197 | |           | 121945 DDB |
| Bild gesucht BW      |                                                                                       | Ringstraße 10 LageFlur: 18, Flurstück: 208/2 | |           | 121946 DDB |
| Bild gesucht BW      |                                                                                       | Rüdigheimer Straße 10 LageFlur: 18, Flurstück: 182 | |           | 121298 DDB |
| Bild gesucht BW      |                                                                                       | Rüdigheimer Straße 14 LageFlur: 18, Flurstück: 51, 52 | |           | 121299 DDB |